# Чаоян (район)

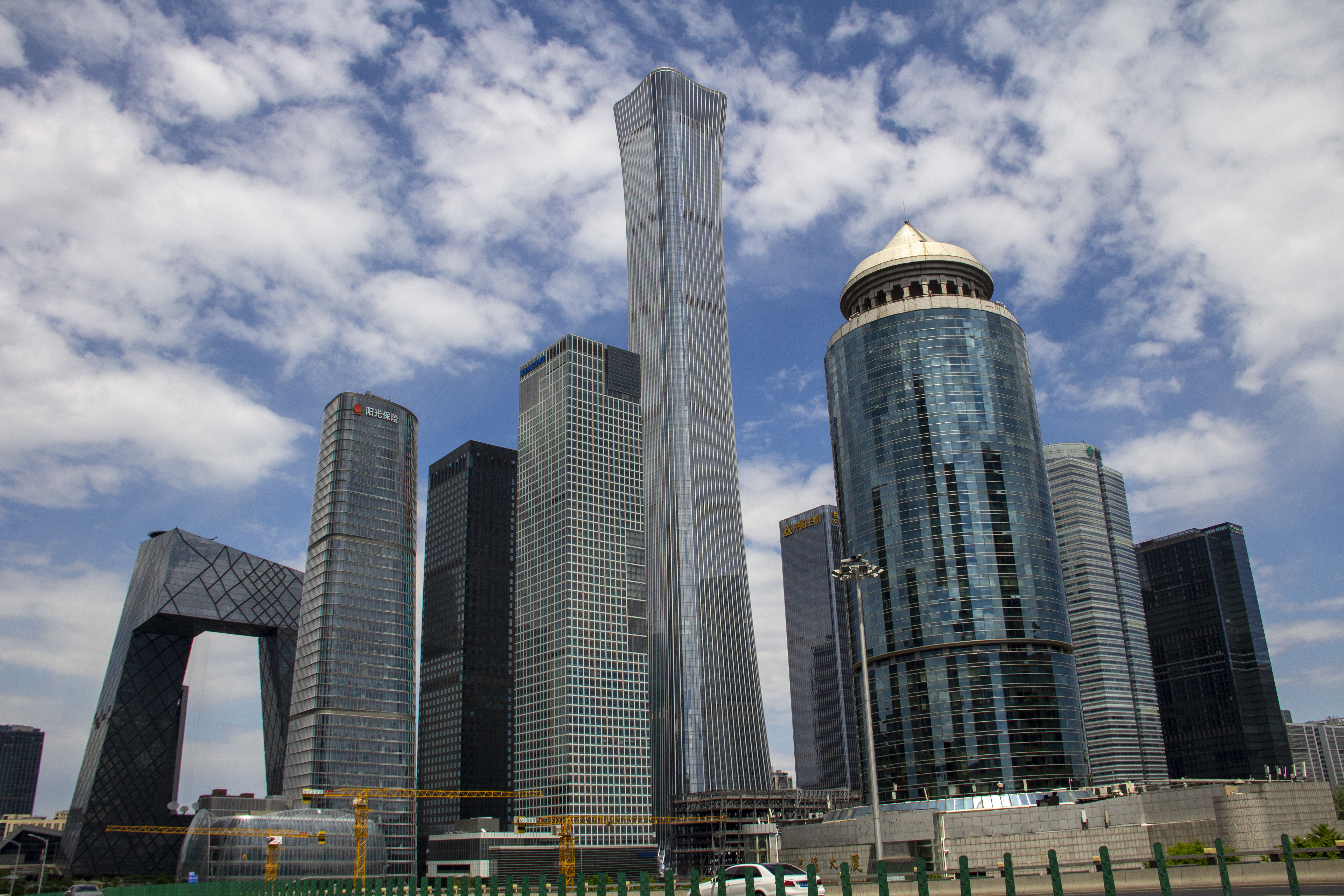
Центральний діловий район Пекіна в 2022 році

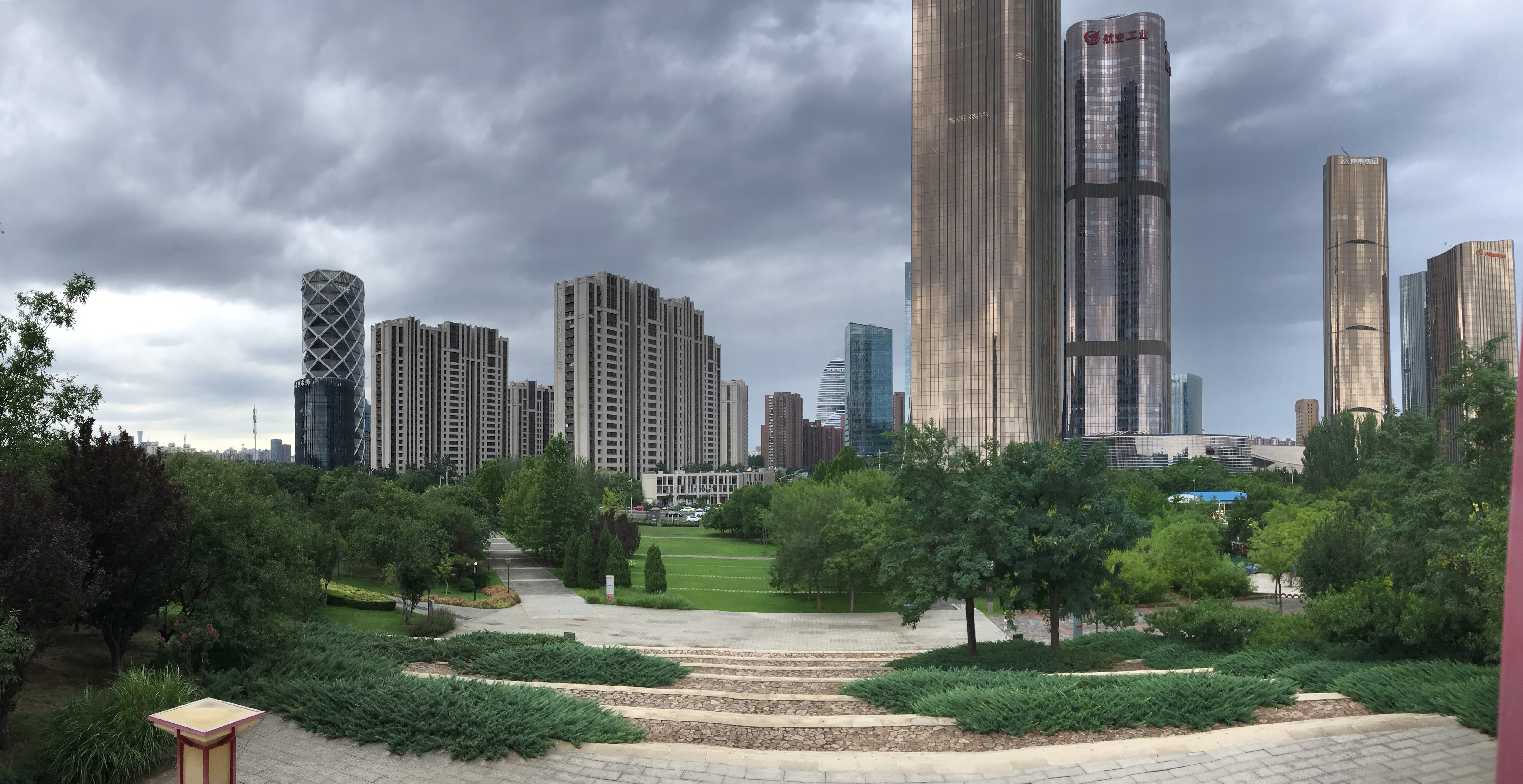
Діловий район Даванцзин у підрайоні Дунху, 2020 рік

Чаоян (спрощ.: 朝阳区; кит. трад.: 朝陽區; піньїнь: cháoyángqū) — центральний район Пекіна. Межує з районами Шуньї на північному сході, Тунчжоу на сході та південному сході, Дасін на півдні, Фентай на південному заході, Дунчен, Січен і Хайдянь на заході та Чанпін на північному заході.
У Чаояні розташована більшість багатьох іноземних посольств Пекіна, відома вулиця барів Саньлітун, а також зростаючий центральний діловий район Пекіна. Олімпійський Грін, побудований для літніх Олімпійських ігор 2008 року, також знаходиться в Чаояне. Чаоян простягається на захід до Чаоянмень на східній 2-й кільцевій дорозі та майже на схід до платної станції Сімачжуан на швидкісній автомагістралі Джінгтонг. У міській зоні Пекіна він займає 470.8 км2, що робить його найбільшим районом центрального міста, а Хайдіан другим. Станом на листопад 2020 року загальна чисельність населення Чаоян становила 3 452 460 осіб, що робить його найбільш густонаселеним районом Пекіна. Під юрисдикцією округу знаходяться 24 підрайонні та 19 регіональних відділень. У Чаояні також розташовані Шовкова вулиця, торговий центр Bainaohui Computer Shopping Mall, Alien Street (老番街市场) та багато інших ринкових районів, торгових центрів і ресторанів.

## Адміністративний поділ
Чаоян поділений на 24 підрайони, 19 містечок з яких входять до «району» (地区):
| Назва                        | Китайська (S)    | Hanyu Pinyin              | Населення (2020) | Площа (km2) |
| ---------------------------- | ---------------- | ------------------------- | ---------------- | ----------- |
| Jianwai Subdistrict          | 建外街道         | Jiànwài Jiēdào            | 36,414           | 4.40        |
| Chaowai Subdistrict          | 朝外街道         | Cháowài Jiēdào            | 33,212           | 2.20        |
| Hujialou Subdistrict         | 呼家楼街道       | Hūjiālóu Jiēdào           | 53,018           | 2.80        |
| Sanlitun Subdistrict         | 三里屯街道       | Sānlǐtún Jiēdào           | 32,347           | 2.90        |
| Zuojiazhuang Subdistrict     | 左家庄街道       | Zuǒjiāzhuāng Jiēdào       | 70,245           | 4.17        |
| Xiangheyuan Subdistrict      | 香河园街道       | Xiānghéyuán Jiēdào        | 43,002           | 2.50        |
| Heping Street Subdistrict    | 和平街街道       | Hépíngjiē Jiēdào          | 81,180           | 4.54        |
| Anzhen Subdistrict           | 安贞街道         | Ānzhēn Jiēdào             | 57,016           | 3.60        |
| Yayuncun Subdistrict         | 亚运村街道       | Yàyùncūn Jiēdào           | 67,745           | 5.13        |
| Xiaoguan Subdistrict         | 小关街道         | Xiǎoguān Jiēdào           | 61,966           | 2.58        |
| Jiuxianqiao Subdistrict      | 酒仙桥街道       | Jiǔxiānqiáo Jiēdào        | 63,911           | 5.30        |
| Maizidian Subdistrict        | 麦子店街道       | Màizidiàn Jiēdào          | 30,103           | 6.80        |
| Tuanjiehu Subdistrict        | 团结湖街道       | Tuánjiéhú Jiēdào          | 32,091           | 1.23        |
| Liulitun Subdistrict         | 六里屯街道       | Liùlǐtún Jiēdào           | 75,229           | 4.40        |
| Balizhuang Subdistrict       | 八里庄街道       | Bālǐzhuāng Jiēdào         | 98,084           | 4.40        |
| Shuangjing Subdistrict       | 双井街道         | Shuāngjǐng Jiēdào         | 93,962           | 5.10        |
| Jinsong Subdistrict          | 劲松街道         | Jìnsōng Jiēdào            | 103,316          | 5.20        |
| Panjiayuan Subdistrict       | 潘家园街道       | Pānjiāyuán Jiēdào         | 102,272          | 4.30        |
| Fatou Subdistrict            | 垡头街道         | Fátóu Jiēdào              | 78,952           | 9.60        |
| Datun Subdistrict            | 大屯街道         | Dàtún Jiēdào              | 132,457          | 10.01       |
| Wangjing Subdistrict         | 望京街道         | Wàngjīng Jiēdào           | 146,220          | 10.36       |
| Aoyuncun Subdistrict         | 奥运村街道       | Àoyùncūn Jiēdào           | 109,688          | 19.60       |
| Capital Airport Subdistrict  | 首都机场街道     | Shǒudū Jīchǎng Jiēdào     | 16,837           | 12.50       |
| Donghu Subdistrict           | 东湖街道         | Dōnghú Jiēdào             | 62,467           | 10.40       |
| Nanmofang (Township) Area    | 南磨房(乡)地区   | Nánmòfáng (Xiāng) Dìqū    | 127,268          | 10.00       |
| Gaobeidian (Township) Area   | 高碑店(乡)地区   | Gāobēidiàn (Xiāng) Dìqū   | 109,631          | 15.30       |
| Jiangtai (Township) Area     | 将台(乡)地区     | Jiāngtái (Xiāng) Dìqū     | 53,714           | 13.70       |
| Taiyanggong (Township) Area  | 太阳宫(乡)地区   | Tàiyánggōng (Xiāng) Dìqū  | 86,935           | 5.85        |
| Xiaohongmen (Township) Area  | 小红门(乡)地区   | Xiǎohóngmén (Xiāng) Dìqū  | 83,675           | 12.50       |
| Shibalidian (Township) Area  | 十八里店(乡)地区 | Shíbālǐdiàn (Xiāng) Dìqū  | 178,177          | 23.30       |
| Pingfang (Township) Area     | 平房(乡)地区     | Píngfáng (Xiāng) Dìqū     | 85,581           | 15.18       |
| Dongfeng (Township) Area     | 东风(乡)地区     | Dōngfēng (Xiāng) Dìqū     | 63,236           | 5.30        |
| Laiguangying (Township) Area | 来广营(乡)地区   | Láiguǎngyíng (Xiāng) Dìqū | 163,970          | 31.30       |
| Changying (Township) Area    | 常营(乡)地区     | Chángyíng (Xiāng) Dìqū    | 113,891          | 11.30       |
| Sanjianfang (Township) Area  | 三间房(乡)地区   | Sānjiānfáng (Xiāng) Dìqū  | 109,672          | 8.80        |
| Guanzhuang (Township) Area   | 管庄(乡)地区     | Guǎnzhuāng (Xiāng) Dìqū   | 93,273           | 10.30       |
| Jinzhan (Township) Area      | 金盏(乡)地区     | Jīnzhǎn (Xiāng) Dìqū      | 82,756           | 44.30       |
| Sunhe (Township) Area        | 孙河(乡)地区     | Sūnhé (Xiāng) Dìqū        | 31,288           | 26.50       |
| Cuigezhuang (Township) Area  | 崔各庄(乡)地区   | Cuīgèzhuāng (Xiāng) Dìqū  | 107,029          | 24.40       |
| Dongba (Township) Area       | 东坝(乡)地区     | Dōngbà (Xiāng) Dìqū       | 124,163          | 24.60       |
| Heizhuanghu (Township) Area  | 黑庄户(乡)地区   | Hēizhuānghù (Xiāng) Dìqū  | 49,983           | 19.60       |
| Dougezhuang (Township) Area  | 豆各庄(乡)地区   | Dòugèzhuāng (Xiāng) Dìqū  | 53,766           | 14.10       |
| Wangsiying (Township) Area   | 王四营(乡)地区   | Wángsìyíng (Xiāng) Dìqū   | 54,679           | 19.30       |

## Уряд та інфраструктура

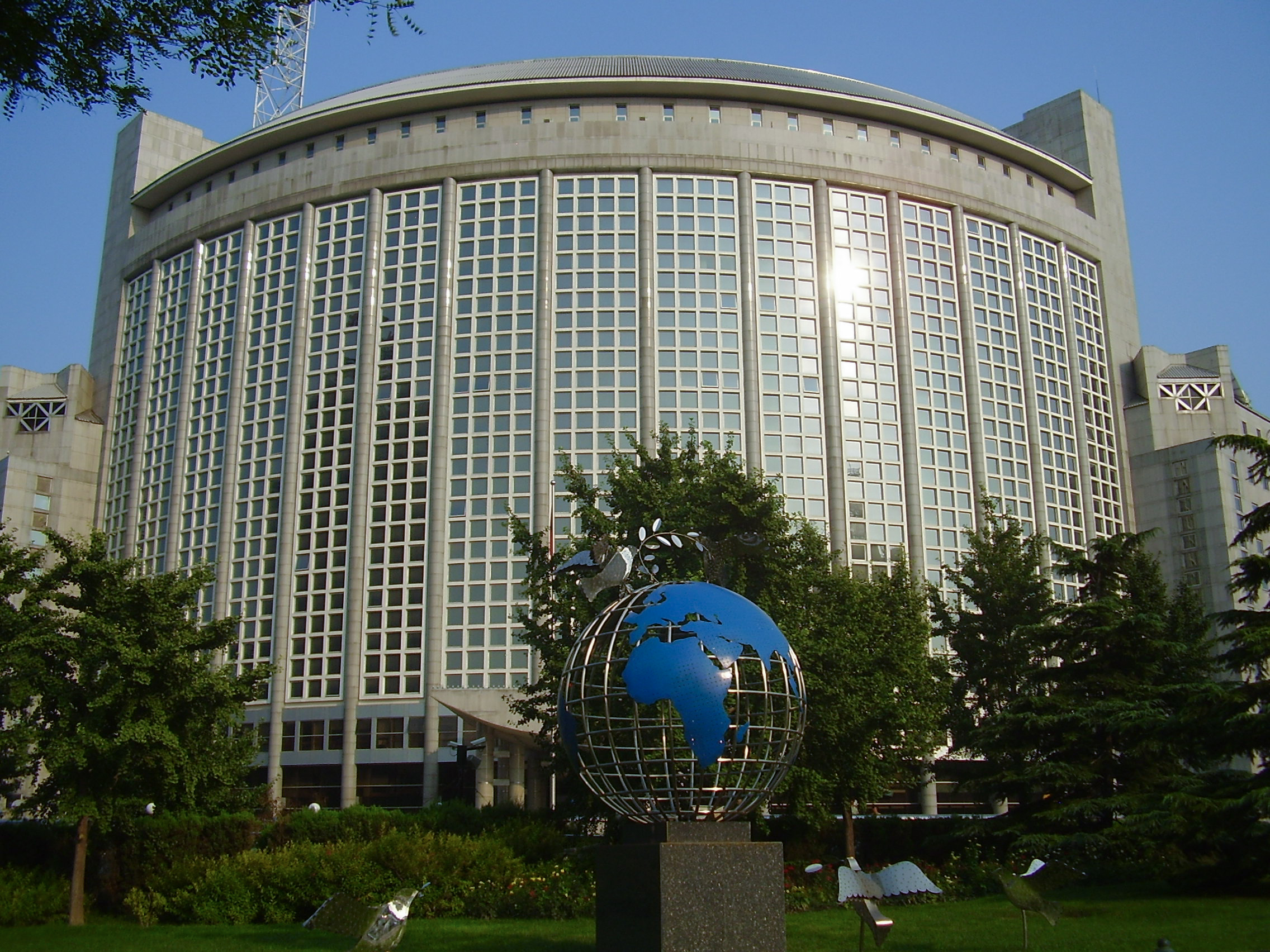
Головний офіс Міністерства закордонних справ

В окрузі знаходяться штаб-квартири Міністерства закордонних справ і Міністерства культури.

## Економіка

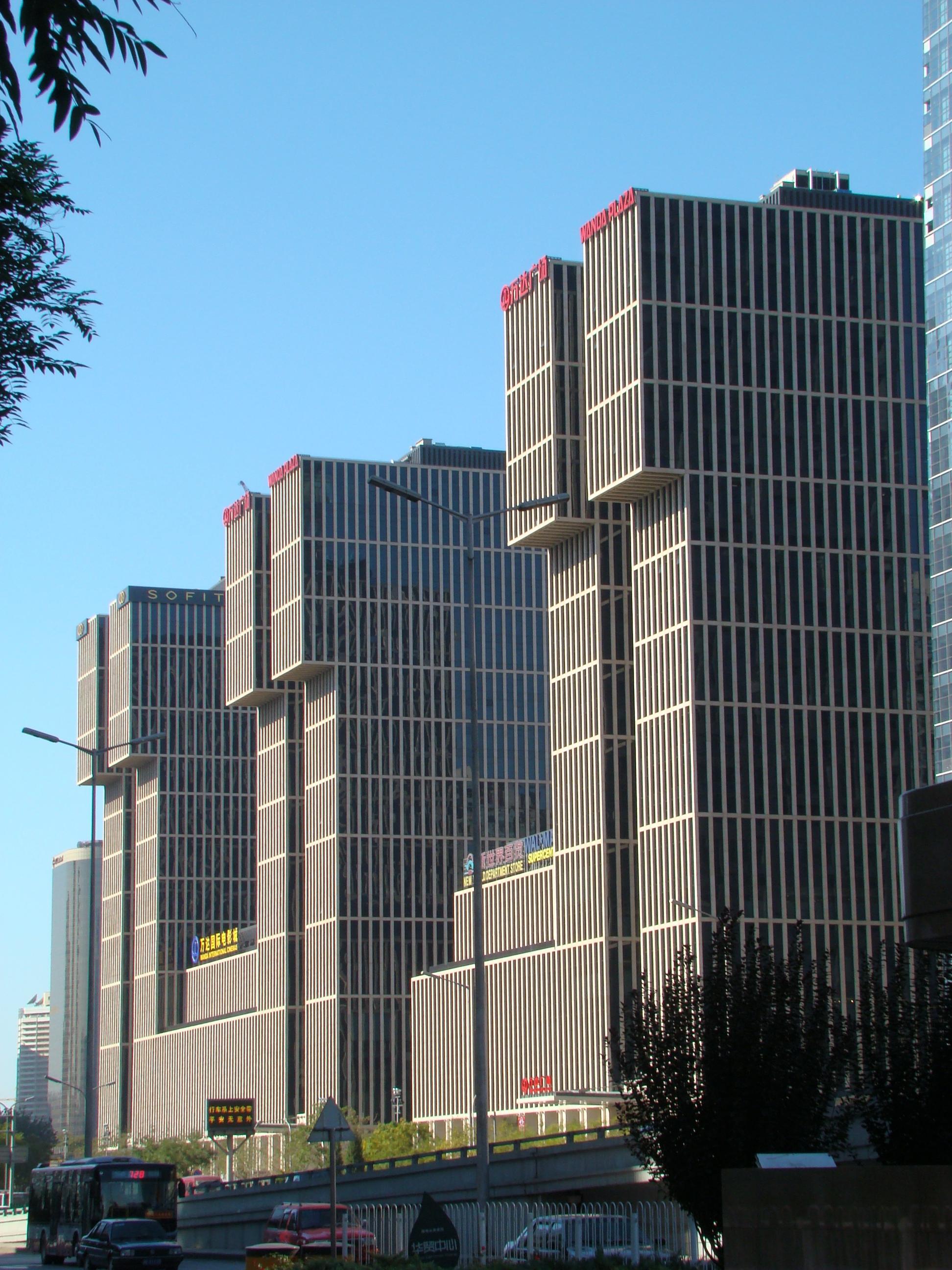
Wanda Plaza в районі Чаоян містить штаб-квартиру Wanda Group і Wanda Cinemas

У 2022 році ВВП району Чаоян становив 791,12 мільярдів юанів (＄117,62 мільярдів за номінальним значенням), з ВВП на душу населення 229 843 юанів (＄34 172 за номінальним).
Китайська національна авіаційна холдингова компанія (материнська компанія Air China), SOHO China, CITIC Group, Sinopec, Qihoo 360, COFCO, і Beijing Capital Airlines мають свої штаб-квартира в районі Чаоян. Штаб-квартира Renren Inc. розташована на 23-му поверсі центру Цзин Ан (静安中心;靜安中心;  ) у районі Чаоян.
Штаб-квартира Wanda Group знаходиться в Wanda Plaza (万达广场). Штаб-квартира Wanda Cinemas розташована в тому ж комплексі.
China Resources Beverage, дистриб'ютор води C'estbon, має свій північнокитайський регіональний офіс в даному окрузі.

## Транспорт

### Метро
В даний час Чаоян обслуговується 14 лініями пекінського метро.

## Освіта
- Університет міжнародного бізнесу та економіки (Пекін)
- Пекінський університет міжнародних досліджень[15]
- Університет комунікацій Китаю[16]
- Пекінський технологічний університет

## Клімат
Район Чаоян має вологий континентальний клімат (кліматична класифікація Кеппена Dwa). Середньорічна температура в Чаоян становить 12.4 °C. Середньорічна кількість опадів 559.2 мм (22.02 в) з липнем як найбільш вологим місяцем. Середня температура найвища в липні, близько 26.2 °C, а найнижча в січні, близько −3.6 °C.
| Клімат Чаоян (1981−2010) | Клімат Чаоян (1981−2010) | Клімат Чаоян (1981−2010) | Клімат Чаоян (1981−2010) | Клімат Чаоян (1981−2010) | Клімат Чаоян (1981−2010) | Клімат Чаоян (1981−2010) | Клімат Чаоян (1981−2010) | Клімат Чаоян (1981−2010) | Клімат Чаоян (1981−2010) | Клімат Чаоян (1981−2010) | Клімат Чаоян (1981−2010) | Клімат Чаоян (1981−2010) | Клімат Чаоян (1981−2010) |
| Показник                 | Січ.                     | Лют.                     | Бер.                     | Квіт.                    | Трав.                    | Черв.                    | Лип.                     | Серп.                    | Вер.                     | Жовт.                    | Лист.                    | Груд.                    |                          |
| Абсолютний максимум, °C  | 14,7                     | 20,4                     | 29,2                     | 32,5                     | 38,7                     | 39,7                     | 41,0                     | 37,4                     | 34,8                     | 30,8                     | 22,0                     | 18,7                     |                          |
| Середній максимум, °C    | 2,0                      | 5,8                      | 12,3                     | 20,7                     | 26,6                     | 30,3                     | 31,1                     | 30,0                     | 26,1                     | 19,4                     | 10,3                     | 3,8                      |                          |
| Середня температура, °C  | −3,6                     | −0,2                     | 6,3                      | 14,5                     | 20,4                     | 24,4                     | 26,2                     | 25,0                     | 20,1                     | 13,0                     | 4,4                      | −1,5                     |                          |
| Середній мінімум, °C     | −8,4                     | −5,5                     | 0,4                      | 7,7                      | 13,6                     | 18,6                     | 21,8                     | 20,7                     | 14,8                     | 7,3                      | −0,7                     | −6                       |                          |
| Абсолютний мінімум, °C   | −19,4                    | −17,5                    | −11,7                    | −2,9                     | 3,7                      | 9,3                      | 14,2                     | 13,3                     | 4,3                      | −4,9                     | −13,2                    | −17,8                    |                          |
| Норма опадів, мм         | 2.7                      | 3.8                      | 9.4                      | 22.9                     | 36.8                     | 76.1                     | 164.6                    | 156.9                    | 50.5                     | 24.4                     | 9.4                      | 1.7                      |                          |
| Вологість повітря, %     | 44                       | 43                       | 44                       | 46                       | 53                       | 62                       | 75                       | 77                       | 70                       | 63                       | 56                       | 48                       |                          |
| ------------------------ | ------------------------ | ------------------------ | ------------------------ | ------------------------ | ------------------------ | ------------------------ | ------------------------ | ------------------------ | ------------------------ | ------------------------ | ------------------------ | ------------------------ | ------------------------ |